# Kim Lim-Hwan
Kim Lim-Hwan (6 de mayo de 1992) es un deportista surcoreano que compite en judo. Ganó una medalla de plata en el Campeonato Mundial de Judo de 2019, y una medalla de bronce en el Campeonato Asiático de Judo de 2021.

## Palmarés internacional
| Campeonato Mundial  | Campeonato Mundial  | Campeonato Mundial | Campeonato Mundial |
| Año                 | Lugar               | Medalla            | Categoría          |
| ------------------- | ------------------- | ------------------ | ------------------ |
| 2019                | Tokio (Japón)       | Medalla de plata   | –66 kg             |
| Campeonato Asiático |                     |                    |                    |
| Año                 | Lugar               | Medalla            | Categoría          |
| 2021                | Biskek (Kirguistán) | Medalla de bronce  | –66 kg             |